# Cucuiș
Cucuiș – wieś w Rumunii, w okręgu Hunedoara, w gminie Beriu. W 2011 roku liczyła 154 mieszkańców.